# シャフリサブス
シャフリサブス（ウズベク語：Shahrisabz/Шаҳрисабз）は、ウズベキスタンの都市。シャフリサーブス、シャフリサーブズとも表記する。カシュカダリヤ州に属する。サマルカンドの南約80kmに位置する人口約53,000人の町である。高度はおよそ622mある。かつては、中央アジアにおける主要都市だった歴史を誇り、今日では、14世紀にトルキスタンを席巻したティムールが誕生した場所として知られる。町の名前は、ペルシア語: شهر سبز, シャフレ・サブズ（緑の町の意）に由来する。語源については諸説存在するが、街を中心に広がるオアシスが緑にあふれていた様子に由来する説が有力である。
2000年に、15世紀のティムール朝時代に建築された建物の現存する地区がユネスコの世界遺産に登録された。

## 歴史
かつてシャフリサブスは現在のキタブ付近に存在していたが、13世紀から14世紀の間に市域が移動して現在の位置に移った。
もともとは「心休まる場所」という意味のケシュ、キシュ (Kesh) という名前で知られていた町であり、古代のシャフリサブスは、中央アジアの都市の中でも最古の歴史を持つ。アレクサンドロス3世の攻撃を受けたアケメネス朝は、この地で終焉を迎えた。アレクサンドロスは将軍プトレマイオスをバクトリア地方のサトラップに任じ、紀元前328年から327年の冬にかけて、アレクサンドロスはシャフリサブスに滞在して妻ロクサネ（ロザンナ、ロクサナ）を娶った。
キシュは中央アジアのイスラム化以前からソグディアナの都市として知られており、隋唐代の中国の史料に書かれている昭武九姓の1つ史国は、この地に興った都市国家である。玄奘三蔵の『大唐西域記』には羯霜那国（サンスクリット名Kusanaの音訳）の名で登場した。他にKeshの音訳の羯石国、竭石国、可石国、乞史国などとも書かれた。イスラム化が進んだ9世紀、10世紀に至ってもキシュは中心都市の地位を保つが、サマルカンドとブハラの発展に伴って衰退が始まる。
現在の町の名であるシャフリサブスの呼称が最初に確認されるのは、1351年にチャガタイ・ハン国で鋳造された銀貨である。そして14世紀末、ティムール朝の時代にシャフリサブスは歴史の表舞台に再び現れる。
ティムール朝の建国者であるティムールは、1336年4月9日にシャフリサブス近郊の村で誕生した。1379年にティムールが征服したホラズム地方の学者、職人たちは家族ごとシャフリサブスに移住させられ、1381年にティムールが征服したクルト朝の首都ヘラートの住民と城門がシャフリサブスに移される。シャフリサブスは中央アジアの文化都市に発展し、「クッバトゥル・イリム・ワル・アダブ（学問と道徳のドーム）」の称号が冠せられた。
1380年よりアク・サライ宮殿の建築が開始され、ティムール朝のアミール（貴族）や高官たちによって、マドラサ（学院）、僧院、宿泊所、貯水槽が町の内部と周辺地域に建てられた。ティムールはシャフリサブスを自らの故郷と考え、ここに自らの墓を建設することを計画した。ティムールは建国当初シャフリサブスを首都に定めることを考えたが、立地と冬季の交通の便の悪さのため、サマルカンドを首都に据えた。
16世紀にティムール朝に代わってマー・ワラー・アンナフルに成立したブハラ・ハン国（シャイバーニー朝）の指導者アブドゥッラーフ2世は、シャフリサブスの大部分を破壊した。伝説によると、アブドゥッラーが町を破壊したのは、シャフリサブスの攻略の際に急な坂道を登る際に、疲労で愛馬が死んだがゆえにその怒りが町に向けられたが、後に彼は、自らの破壊行為に対して、自責の念に駆られたということである。
当初はシャイバーニー王家がシャフリサブスを統治していたが、17世紀末よりシャフリサブスの統治権はウズベクのケネゲス部に移る。ケネゲス部はシャフリサブスとキタブを拠点として同じウズベクのマンギト部と争い、ブハラ・ハン国でマンギト部の政権
が成立した後も自治権闘争を展開した。1870年にシャフリサブスはロシア帝国によってロジア保護下のブハラに併合されたが、その理由はツァーリの徴税請負人をシャフリサブスの住民が殺害したかどによる。
ソビエト連邦崩壊後にウズベキスタン共和国が独立すると、ティムールの再評価に伴って、ティムールの故郷としての観光都市化が政府によって進められている。

## 産業
ワイン、繭、陶製品が多く生産されている。また、シャフリサブスには刺繍工場も置かれている。

## 世界遺産

### 主要建築物
シャフリサブスには、ティムール朝時代以降の印象的な建築物が残っている。このことが評価され、ユネスコの世界遺産に登録された。その代表的なものを挙げる。

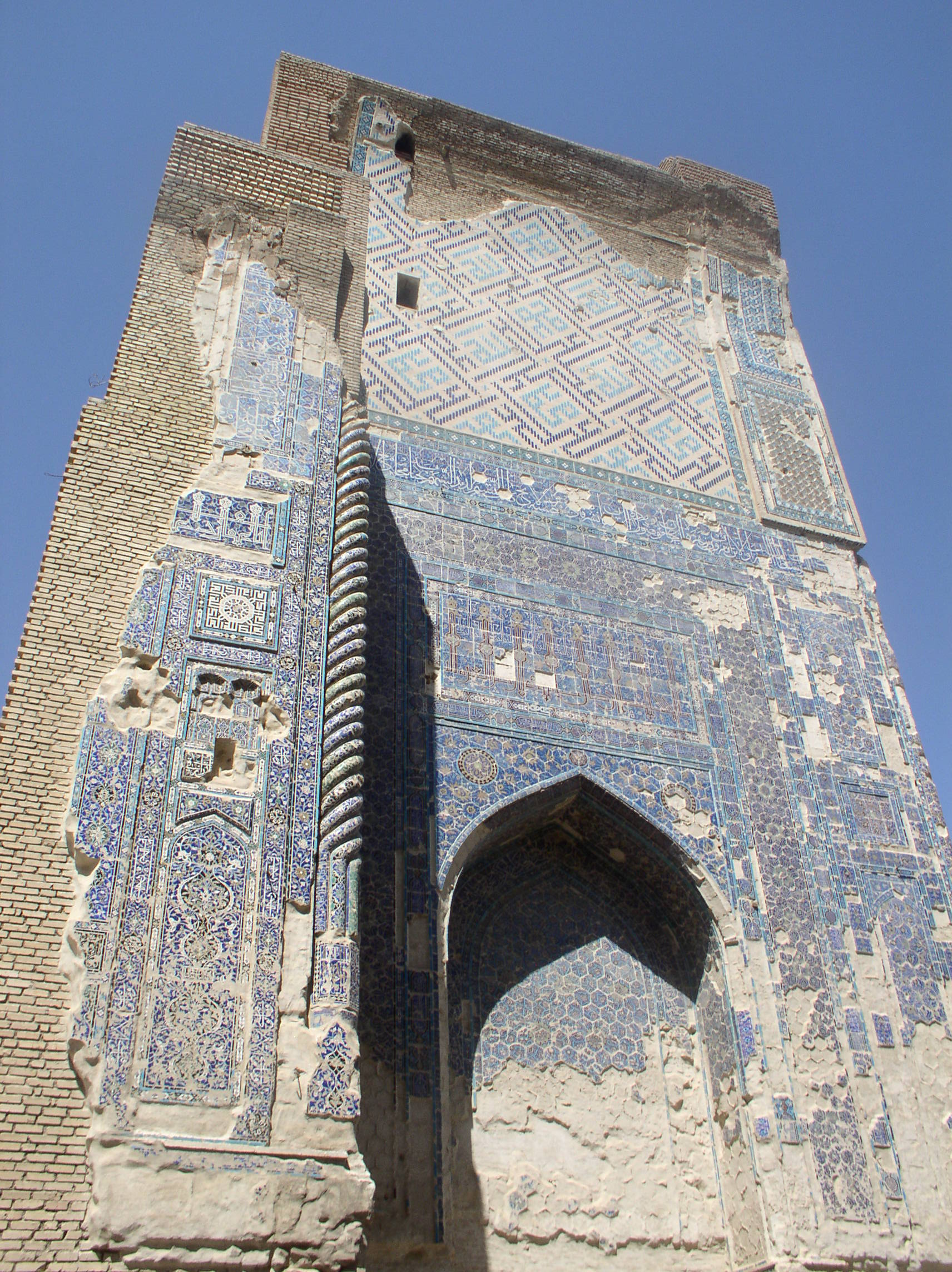
アク・サライ宮の門

- アクサライ宮殿 - ティムールの夏の王宮。またの名を白い宮殿と呼ばれるアク・サライ宮は、ティムールの建築物の中でも最も雄大である。1380年に征服したばかりのホラズム地方の職人をシャフリサブスに強制移住させ、建設が開始された[11]。1405年に完成した往時のアク・サライ宮の入り口には50mほどの塔が建ち[15]、屋上にはプールが設置されていた[14]。現在では、宮殿は崩壊し、現存する2つの塔も崩れて38mの高さになっている[15]。塔の内側は青と金色のタイル、装飾が落ちて露出したレンガがモザイク状になって壁面を飾っている[15]。アク・サライ宮の上部には、「もしも、汝我が権力に挑むならば、この建物を見よ」という文字が述べられている。また、伝承によると、塔の左側には「スルタンはアラーの影である」、右側には「スルタンは影である」（ 関治晃『ウズベキスタン シルクロードのオアシス』（東方出版, 2000年10月）、90頁より引用）と書かれ、右の塔の文で「アラー」の文字が抜かされていることに激怒したティムールは、職人を門の上から投げ落としたという[15]。

- ドルッテイロヴァット（瞑想の家）の建築群 - ティムールの孫ウルグ・ベクによって統合された建築物群[8]
  - 金曜モスク - 1435年[16]にウルグ・ベクが父シャー・ルフを偲ぶために建設した金曜モスクは、コク・グンバッズ・モスク（青色のドームを持つモスク）の名前で知られている。内部の壁面は、近世に修復されたフレスコ画で彩られている[17]。
  - グンヴァズイ・サイダーン廟 - 1437年から1438年の間にウルグ・ベクによって、一族の墓所として建立された[8]。廟内部の一番奥にあるコクダッシュ（青い石）という墓石には病気を治す効力があると信じられており、拝観者たちが石を触っていくために、石の表面には窪みができている[18]。
  - シャムスッディーン・クラール廟 - 1374年にティムールが父タラガイと、ティムール親子が師事したスーフィーの聖者シャムスッディーン・クラール[16]のために建てた墓所[19]。最初タラガイの墓はキシュ近郊に建てられていたが、ティムールは安定した政権を築いた後、キシュに父の墓を移した[20]。

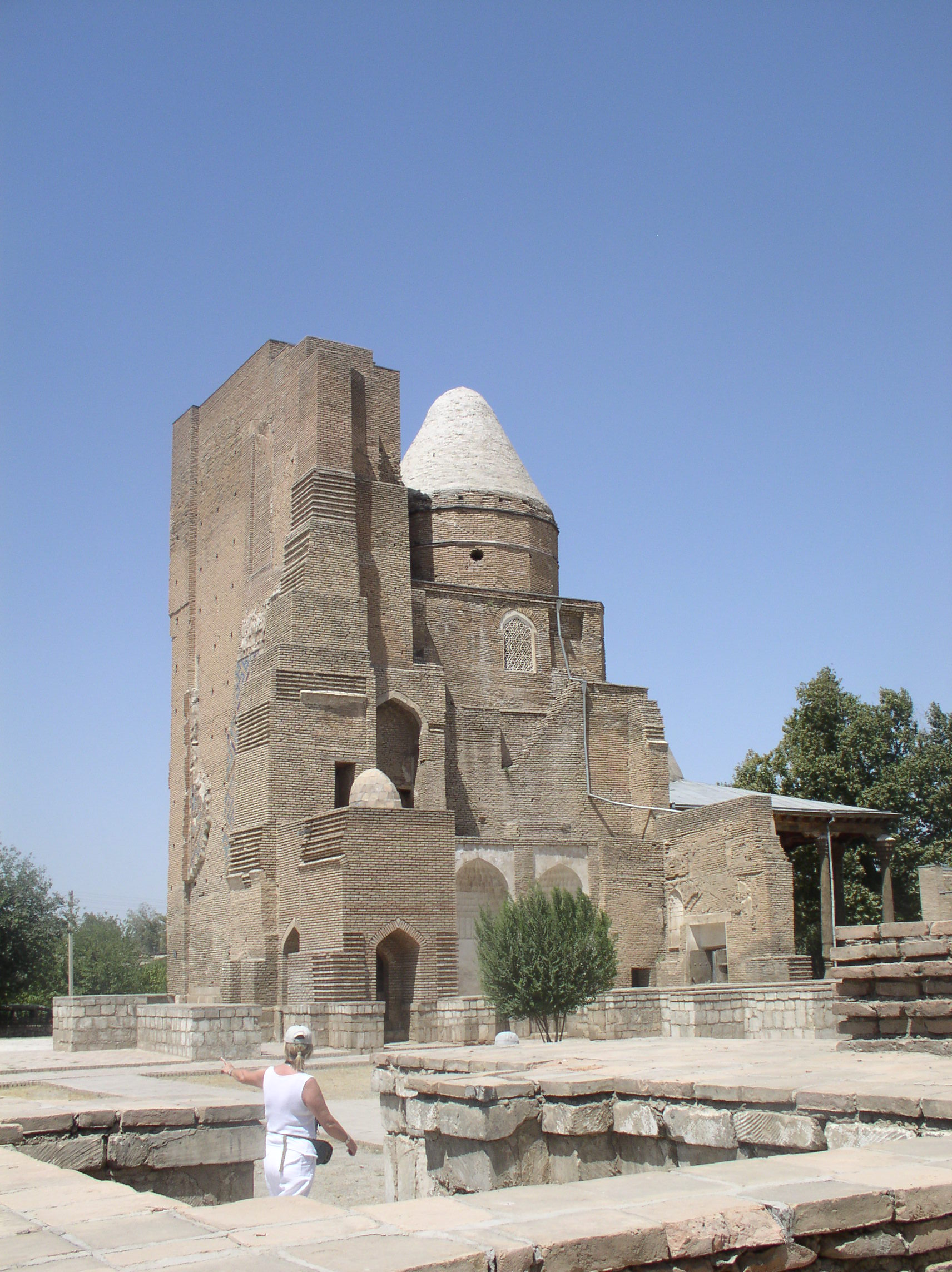
Dorussiadat

- 権力の霊廟（ジャハーンギール廟） - Dorussiadatと呼ばれる権力の霊廟がコク・グンバッズ・モスクの傍らにある。1392年に建立された[19]この霊廟にはティムールが最も寵愛した王子ジャハーンギールが眠る。隣接するモスクは、8世紀にイラクから来たイマームのハザーリーの墓と言い伝えられている。

- ティムールの墓 - ハザーリーの傍らに、地下室へ続く壕が1943年に考古学調査で発見された。墓室は、一枚岩でできており、ティムールの墓の描写を指し示すものであった。しかし、ティムールは、サマルカンドに埋葬されているはずであり、シャフリサブスに埋葬はされていない。そういった点では不思議が残るものであり、シャフリサブスにあるティムールの墓には、2体の特定できない遺体が埋葬されてあった。

また、シャフリサブスでは、中世の浴場や18世紀のバザールの跡も発見されている。

### 登録基準
この世界遺産は世界遺産登録基準のうち、以下の条件を満たし、登録された（以下の基準は世界遺産センター公表の登録基準からの翻訳、引用である）。
- (3) 現存するまたは消滅した文化的伝統または文明の、唯一のまたは少なくとも稀な証拠。
- (4) 人類の歴史上重要な時代を例証する建築様式、建築物群、技術の集積または景観の優れた例。

### 危機遺産
2016年の第40回世界遺産委員会では、観光方面での過度の開発などが問題視され、危機にさらされている世界遺産（危機遺産）リストに登録された。